# Лечищево (Московская область)
Лечищево — деревня в Истринском районе Московской области России, входит в состав сельского поселения Бужаровское.
Население — 57 чел. (2010).
В деревне 5 улиц, зарегистрирован дачный посёлок Высокий берег.
Находится примерно в 14 км на север от города Истры, на берегу Истринского водохранилища, высота над уровнем моря 186 м. С Истрой связана автобусным сообщением (автобус № 32).

## Население
| 2002 | 2006 | 2010 |
| ---- | ---- | ---- |
| 63   | ↗68  | ↘57  |

## Известные уроженцы
В деревне родился Фёдор Дмитриевич Сисейкин — Герой Советского Союза, участник Великой Отечественной войны.